# Catacombe van Sint-Hilaria
De Catacombe van Sint-Hilaria (Italiaans: Catacomba di Sant'Ilaria) is een van de catacombecomplexen in de Italiaanse stad Rome. De catacombe ligt aan de linkerkant van de Via Salaria, onder de huidige Villa Ada, in de moderne wijk Parioli.
Het begraafplaatscomplex is recentelijk (rond de 18e eeuw) door de corpisantari (relikwiezoekers en grafrovers) verbonden met de nabijgelegen Catacombe van de Jordaniërs door de opening van een smalle tunnel. De catacombe werd aan het einde van de zestiende eeuw bezocht door Antonio Bosio, die enkele van de schilderingen beschreef in zijn postume werk Roma sotterranea. Tegenwoordig zijn er nog maar weinig zichtbaar, waaronder de scène geschilderd in het zogenaamde arcosolium van de wagenmenner, waar echter alleen de hoofden van de paarden en een rennend figuur resteren.
De Catacombe van Sint-Hilaria betreed men via een moderne ingang, die na het bezoek aan deze catacombe leidt naar de Catacombe van de Jordaniërs.